# Hallasan
Hallasan is een berg en vulkaan in de provincie Jeju-do, Zuid-Korea.
De Hallasan ligt op het eiland Jeju in het Hallasan National Park. Het is 1950 meter hoog en is daarmee het hoogste punt van Zuid-Korea. In de krater van de vulkaan ligt een meer met een diameter van 400 meter.
- Library of Congress Control Number: sh86003577